# Marksizem
Marksízem je dobil ime po nemškem mislecu Karlu Marxu (1818-1883) in predstavlja smer v filozofiji, ki izhaja iz njegovih razmišljanj. Vključuje specifično razumevanje človeka, družbe in zgodovine. Marksizem sebe v najširšem smislu razume kot misel, ki na prvo mesto postavlja pravico in svobodo, da človek uresniči vse svoje zmožnosti. Vključuje tako filozofsko vedenje kot politično ekonomijo, sociologijo in materialistični pogled na vse pojave v naravi in družbi. S celovitostjo pogledov predstavlja svetovni nazor. Umestimo ga lahko tudi kot politično doktrino, ne nazadnje v smislu Marksovega izreka

 »Filozofi so svet samo različno interpretirali; gre pa zato, da ga spremenimo«. 

## Nastanek in razvoj marksizma
Začetkom sta botrovala predvsem ekonomska doktrina Adama Smitha in Ricarda, pa tudi misel utopičnega socializma. S filozofskega vidika marksizem povezuje dialektiko z materializmom, ki sta temeljni filozofski prvini te smeri. 
Marksistična šola ima korenine v delih Karla Marxa in Friedricha Engelsa, pri čemer pa se je filozofija in praksa marksizma razvijala v različne smeri. Glede na pojmovanje marksizma v Franciji okoli leta 1880 je F. Engels v nekem pismu citiral Marxovo izjavo: »Prav gotovo pa jaz nisem marksist« .
Marksizem je nastal v drugi četrtini devetnajstega stoletja kot doktrina v delavskem gibanju, ki je v 19. stoletju postajalo vse bolj pomembno. Popularizacijo Marxovih del je mogoče pripisati Engelsovemu delu Anti-Dühring, ki je izšlo 1878. leta, katerega prvi del je bil objavljen v branem pamfletu z naslovom Socialism: utopian and scientific (Socializem: utopični in znanstveni). Engels je marksizem predstavil kot posebno šolo družbene in politične teorije, ki je izšla iz najbolj naprednih dognanj in metod filozofije, politične ekonomije in socializma. Marksizem je postal vodilo praksi, ki ni temeljila na utopičnih idejah, marveč je bil plod znanstvenega razumevanja znanosti in sodobnega kapitalističnega sistema.
Marksistična misel je postala doktrina večine političnih strank, ki so zagovarjale interese delavstva oziroma proletariata. Prva politična stranka, ki je prevzela njegove podmene, je bila nemška socialno demokratska stranka, ki je marksizem prevzela proti koncu 19. stoletja. Toda politični program so kmalu prilagodili v skladu z revizionističnimi tendencami, tako da čista marksistična misel kmalu izgine iz političnega prostora. Iz nje sicer izhajajo komunistične stranke, toda marksizma in komunizma ne moremo povsem izenačevati. 
Marx je svojo filozofsko misel gradil prevsem med letoma 1843 in 1847. Med pomembna dela tega obdobja sodijo: Kritika Heglove filozofije (1843), Ekonomsko-filozofski rokopisi (1844), Sveta družina (1845), Teze o Feuerbachu (1845/46) in Beda filozofije (1847). Prav tako je misel predstavil v Komunističnem manifestu (1848), ki sta ga, tako kot Sveto družino, napisala skupaj z Engelsom. Politično-ekonomsko misel je dodatno predstavil v H kritiki politične ekonomije (1859) in Kapital (zlasti v prvem delu, ki je izšel 1867. leta).
V dvajsetem stoletju se je marksizem razvejal in postal bogatejši za marsikatero spoznanje. Nastal je tako imenovani marksizem-leninizem, ki k marskistični misli doda Leninovo analizo imperializma. O marksizmu je pisal tudi Stalin. Toda tako Leninova kot Stalinova misel predstavljata teoretični in praktični odmik od filozofskih temeljev marksizma.  

## Uresničevanje Marxa-Lenin
Lenin je v svoji interpretaciji marksizma obranil pomen marksističnega materializma in dialektike,
pri čemer je dokazoval neizbežnost pri znanstvenem obravnavanju 
družbenega razvoja. Ostro se je zoperstavil neokantovskemu revizionizmu,
ki je bil tedaj navzoč. 
Bil je zelo kritičen do lastnih stališč in pogledov ter se na tak 
način zavzel za neprestani razvoj filozofske misli. Možnost razvoja je 
videl predvsem v plodnem razpravljanju o vsem, kar je pomembnega v 
filozofiji in kar napreduje spoznanje o človeštvu in razvoj. Tako je v 
marksistično misel vnesel močno komponento, nasprotno dogmatizmu, kenservativizmu in samozadovoljstvu.
Ključno vprašanje diktature proletariata je po Leninu ustvarjanje tipa 
družbene organizacije, v kateri bo oblast v rokah delavnega ljudstva in 
ne obratno, torej da bo oblast nad proletarci. V tem smislu nadaljuje 
Marxovo in Engelsovo misel o tem, da mora država v socializmu odmreti. 
Prav zato je v začetku revolucije večkrat poudarjal pomen neposrednega 
upravljanja prek komun.
Lenin se je tako postavil zoper dve socialistični interpretaciji tega 
vprašanja. Zavrnil je socialdemokratsko teorijo o čistem demokratizmu in
birokratsko-etatistično teorijo, ki je stremela k diktaturi 
birokracije. O tem je največ pisal v Država in revolucija (1917) in 
Narodne naloge sovjetske oblasti (1918).
V 20. stoletju so iz marksizma izhajali in ga kritizirali mnogi pomembni misleci. Med njimi je madžarski mislec Georg Lukács, ki je menil, da je vsak predmet treba opazovati z vidika celote. Nemški filozof Ernst Bloch je hotel v marksizem vpeljati pojma utopičnost in upanje, poudarjal pa je humanistični del Marxove filozofije. Herbert Marcuse, predstavnik frankfurtske šole, je s psihoanalizo dokazoval, da nekatera dejstva onemogočajo, da bi se krize življenja in družbe rešile po idejah Marxa in želi zmanjšati delež marksističnih idej v tedanji filozofiji. Italijanski mislec Antonio Gramsci pa je iz marksizma izpeljal teorijo o vodenju družbe.

## Uresničevanje Marxa-Mao
Klub temu, da se je Maovo vodenje Kitajske močno oddaljilo od marksistčnih teorij, je bilo potrebno, da se je postavil sistem oziroma način vodenja države, je vpliv še zmeraj zelo viden. Mao se je na začetku svojega političnega udestovanje videl kot popolnega marksista in to je bilo tudi potrebna, da je revolucija sploh potekla. Tako se je marksizem na kitajskem počasi preoblikoval in se na koncu spremenil v maonizem.
Osnova marksističnih teorij so delavci, ki naj bi vodili revolucijo, Mao pa je postavil na čelo kmete, saj naj bi bila človeška moč močnejša od tehnologije. Marx je v ospredje postavljal tudi neprestano napredovanje države, kar je razvidno tudi v Maovem vodenju (velik skok naprej), razlika je le v tem, da je na Kitajskem napredovanje potekalo neprenehoma, Marx pa je zagovarjal počasne korake. Največji vpliv marksistčnih teorij na Maa je posreden, saj je znano, da se je Mao najbolj zgledoval po Stalinu (ki je bil marksist), od katerega je prevzel kult voditelja države in gospodarske reforme.

## Nekateri poudarki
Marx je Feuerbachov materializem doživljal kot da le-ta človeka obravnava kot abstraktno ter ne upošteva konkretnih življenjskih pogojev in razmer. Zavedal se je, da mu manjka zgodovinski vidik oziroma razsežnost. Pravi, da v zgodovini obstajajo zakonitosti, ki pa bi jih bilo dobro najti in jih obrniti v človekov prid. 
Marksizem oziroma materialistična dialektika, kakor jo je mogoče poimenovati, sloni na temeljnem pojmu »praksa«, ki pomeni zavedno spreminjanje sveta. Vse, kar naj bi nam bilo dano, sta zgodovina in naše izkušnje, ki naj bi se prenašale iz roda v rod. Ta del marksizma je poimenovan tudi zgodovinski materializem. Marx je v svojih delih izražal ideje, da se zasebna lastnina ukine in da se združuje humanizem s komunizmom. 
Marx je v predgovoru k delu H kritiki politične ekonomije predstavil svoj pogled na družbo. Med drugim je zapisal, da je družba zgrajena na ekonomskih temeljih, na kateri stoji politična in pravna nadgradnja oziroma superstruktura, ki ji ustrezajo oblike družbene misli. Marx vir družbenih sprememb vidi v preoblikovanju ekonomskih odnosov, ki so rezultat razvoja produkcijskih sil. 
Da sta se tako Engels kot Marx zavzemala za spreminjanje sveta, se pokaže leta 1848, ko izide njun politični manifest (Komunistični manifest), a ju poraz revolucij po Evropi razočara. Eden od delov marksizma, ko se je Marx začel ukvarjati z ekonomsko strukturo kapitalistične družbe, je tudi njegova ideja, da proletarske revolucije vodijo v nov družbeni red, počasi pa v brezrazredno družbo. 
Marx je ugotovil, da je v kapitalizmu delo postala komodificirana dobrina, kar povzroča dodatno alienacijo oziroma odtujevanje. Konec alienacije predvideva nastanek komunizma, ki med drugim vključuje ukinitev zasebne lastnine na splošno, še zlasti pa dela, kot ga pozna in spodbuja kapitalizem. Kapitalizem kreira vse bolj številčen družbeni sloj, ki ne more prodati nič drugega kot svoje delo in je torej zainteresiran za ukinitev zasebne lastnine.
Marcuse, Adorno in Horkheimer so bili najvidnejši predstavniki Frankfurtske šole, torej tistega dela marksizma in levice, ki se je odločno in kritično postavil povprek zoper stalinizmu, realnem socializmu in celotnem vzhodnoevropskem marksizmu.

## Kritična teorija
V širšem smislu pod kritično teorijo razumemo vse kar nasprotuje »establishmentu«, vsemu tistemu kar je institucionalizirano, kar je del vladajočega reda v sociologiji (ne v družbi). 
V ožjem smislu pod kritično teorijo razumemo samo t. i. Frankfurtsko šolo.
Predstavniki: 
Max Horkheimer,
Theodor Adorno,
Herbert Marcuse,
Erich Fromm,
Walter Benjamin,
Franz Neumann in 
Jürgen Habermas.

## Marksizem v ekonomiji
Marksistična ekonomija oziroma marksistična šola ekonomske misli je smer v ekonomski znanosti, ki se je razvila na temelju ekonomske teorije, ki jo je v 19. stoletju razvil Karl Marx. 
Po izvedbi oktobrske revolucije, leta 1917, v Rusiji, so boljševiki, pod vodstvom Lenina, v Sovjetski zvezi prepovedali poučevanje znanstvene ekonomije in dovolili zgolj poučevanje in študij marksistične ekonomije. Po njihovem zgledu so ekonomske šole v Vzhodni Evropi, deloma tudi v Jugoslaviji oziroma Sloveniji, uvedli marksistično ekonomijo.

## Pomembni marksisti
Čepraj je seznam marksističnih mislecev precej obsežen in najbrž je težko enega misleca postaviti za bolj pomembnega kot druge, vendarle velja, da med najbolj vplivne sodijo:
- Karl Marx
- Friedrich Engels
- Karl Kautsky
- Lenin
- Leo Trocki
- Rosa Luxemburg
- Georg Lukács
- Antonio Gramsci
- Frankfurtska šola
- Louis Althusser
- Stalin
- Mao Cetung
- Ernst Bloch
- Karl Korsch